# Armazém
Armazém este un oraș în Santa Catarina (SC), Brazilia. 